# Estación Universidad Técnica Federico Santa María
Universidad Técnica Federico Santa María (UTFSM) es la única estación perteneciente a la ciudad de Hualpén, se encuentra dentro de la Línea 1 (L1) del Biotrén, en el antiguo ramal San Rosendo - Talcahuano. Su ubicación es en la intersección de Avenida Arteaga Alemparte y el Paso Superior de Avenida Libertador Bernardo O'Higgins, en el patio de la antigua estación Los Perales, a un costado de la Universidad Técnica Federico Santa María (Sede Concepción). Es la continuadora de la Estación Universidad Técnica Santa María. Se puede encontrar a unas cuadras de la Estación, el Club Hípico de Concepción.

## Servicios

### Actuales
Desde la década de 1990 la estación presta servicios entre Talcahuano, Concepción y Laja. Es para el 1 de mayo de 2008 que inician los servicios del actual tren Talcahuano-Laja. El servicio presta ocho servicios diarios.

## Trivilidades
- Se cree que antes de esta estación, además de la Estación Los Perales, existía una estación dentro de Hualpén que tenía el mismo nombre de la comuna donde se ubicaba. Actualmente, se cree que la estación fue reemplazada por el CESFAM Talcahuano Sur del Servicio de Salud Talcahuano.

## Enlaces  externos
- FESUR (2018). «Biotren». FESUR. Consultado el 5 de noviembre de 2019.

- Datos: Q5845266
- Multimedia: Estación Universidad Técnica Federico Santa María / Q5845266